# Jacques Combault
Jacques Combault (* 1943) ist ein französischer Bauingenieur und Brückenbauer.
Combault studierte Bauingenieurwesen an der École centrale de Lyon mit dem Diplom 1967 und war danach bis 1993 bei der Baufirma Campenon Bernard, bei der er mit bekannten Brückenbauern wie Jean Muller und Jacques Mathivat zusammenarbeitete, ab 1980 die Abteilung Brückenbau leitete und danach die gesamte Entwurfsabteilung. Danach war er zwanzig Jahre lang Chefkonstrukteur und technischer und wissenschaftlicher Direktor bei GTM (sowohl GTM International als auch Dumez-GTM, heute alle zu Vinci gehörig) und anschließend technischer Direktor der Finley Engineering Group in Florida.
Er lehrte am Centre des hautes études de la construction, an der École nationale des travaux publics, der École supérieure des travaux publics und an der École nationale des ponts et chaussées, an der er Professor ist.
Von ihm stammen Innovationen bei Fertigbeton und Verbundbrücken, im Computerentwurf. Er war wesentlich an Bau und Entwurf der Sunshine Skyway Bridge, der Brotonne-Brücke (mit Jean Muller), des Viaduc de Maupré, der Confederation Bridge (bei GTM), der heute Prince of Wales Bridge genannten Second Severn Crossing (bei GTM), der Rio-Andirrio-Brücke und der Sutong-Brücke beteiligt.
2014 erhielt er den Albert-Caquot-Preis. 2007 bis 2010 war er Präsident der International Association for Bridge and Structural Engineering (IABSE) und danach deren Ehrenmitglied. 1993 bis 2001 war er Vorstand ihrer Arbeitskommission 3 über Betonkonstruktionen. 2009 wurde er Ritter der Ehrenlegion und 2004 erhielt er die Medal of Merit der fib.

## Schriften
- The Rion-Antirion bridge – when a dream becomes reality, Frontiers of Architecture and Civil Engineering in China, Band 5, 2011, S. 415–426, Abstract und Biographie von Combault
- mit J. P. Teyssandier, P. Morand: The Rion-Antirion Bridge Design and Construction. In: Proceedings of the 12th World Conference on Earthquake Engineering. Auckland, New Zealand, 2000